# Zacharie Astruc

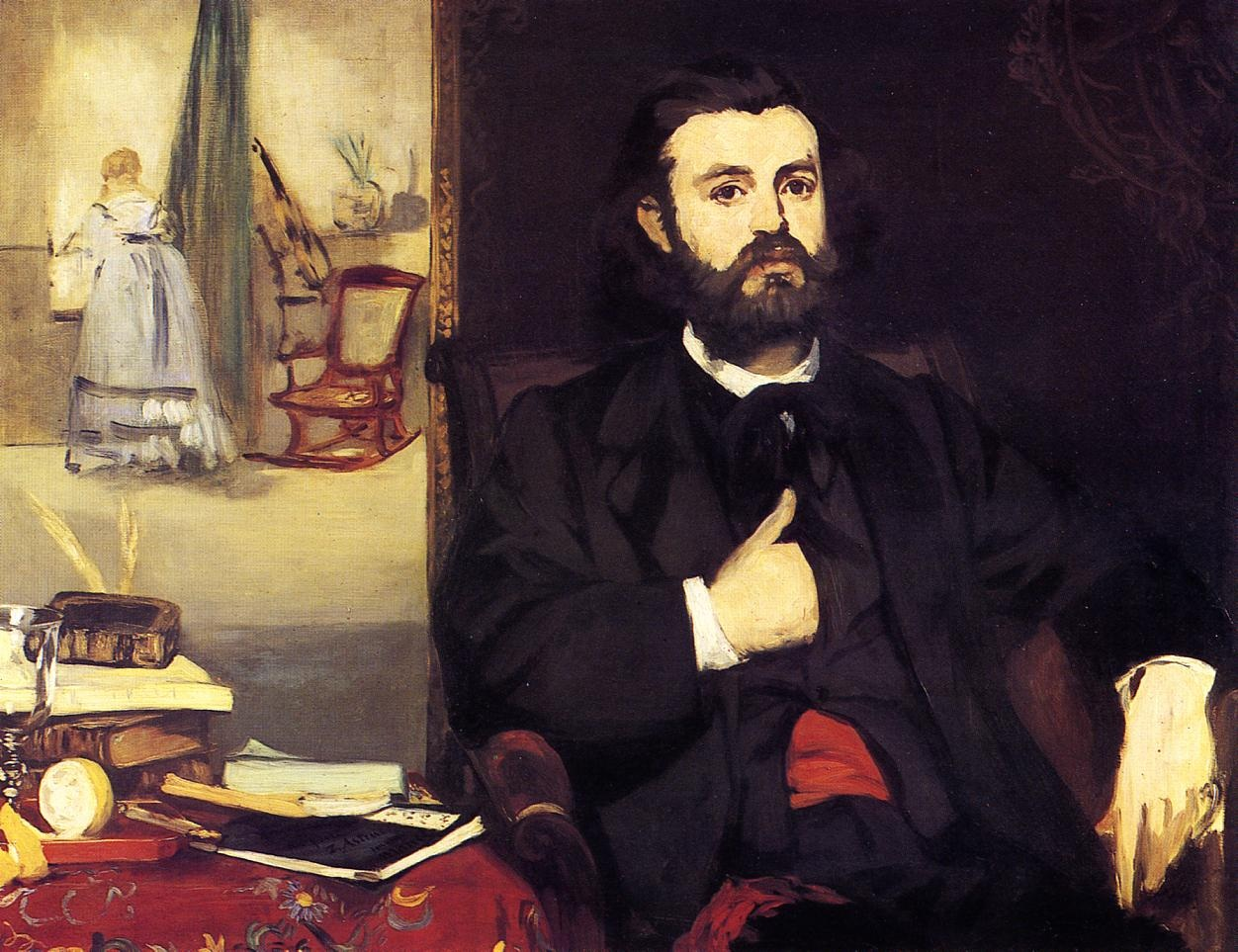
Édouard Manet, Portret van Zacharie Astruc, (1866), Kunsthalle Bremen

Zacharie Astruc (Angers, 20 februari 1833 - Parijs, 24 mei 1907) was een Frans kunstcriticus, dichter, schilder en beeldhouwer.

## Biografie

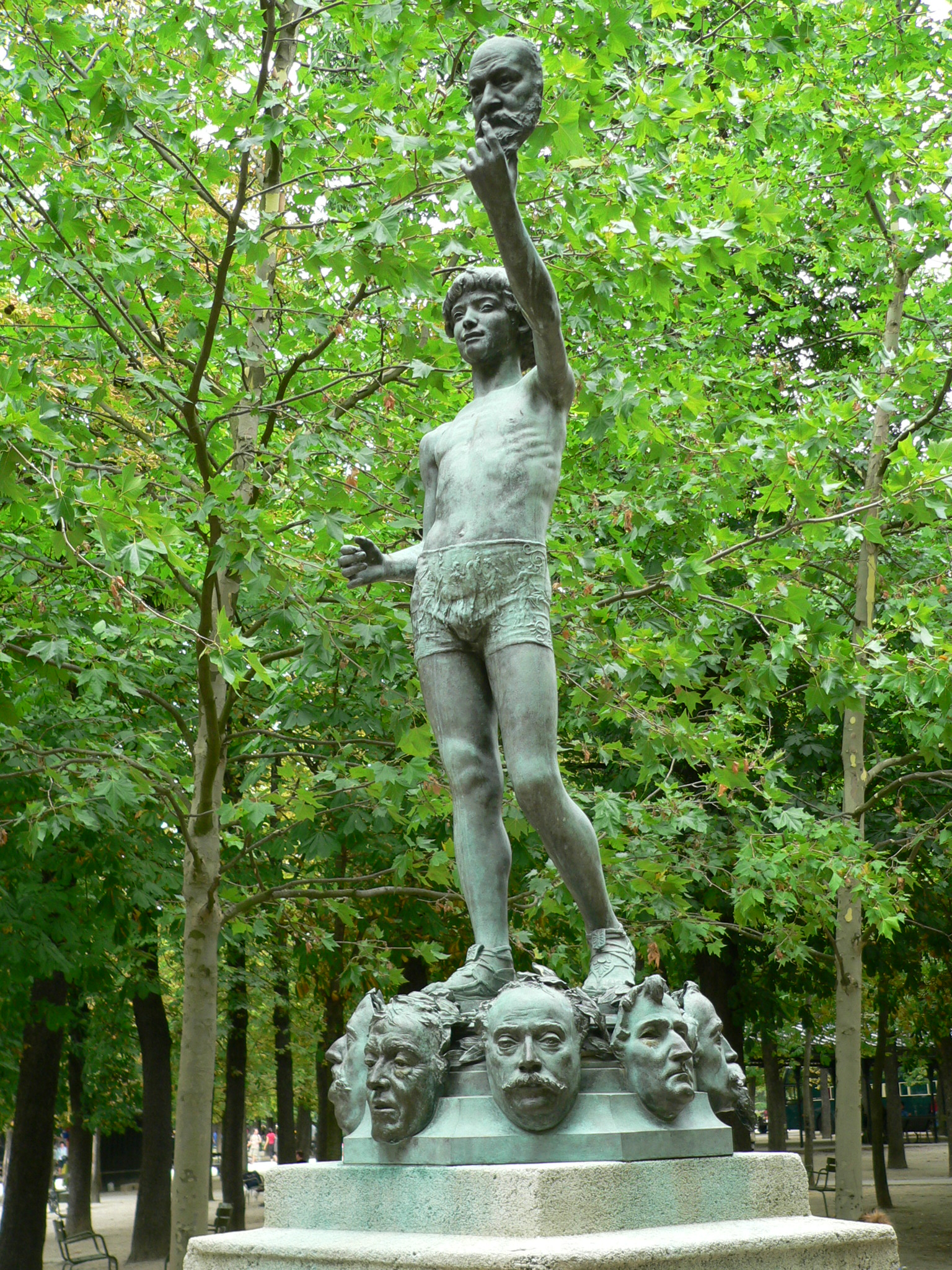
De maskerverkoper (1883), Parijs, Jardin du Luxembourg

Zacharie Astruc was een bekend criticus in Parijs tussen 1859 en 1872. Hij was een fervent supporter van de avant-garde kunstenaars en nam het onder meer op voor Gustave Courbet,  Édouard Manet, Claude Monet, James McNeill Whistler, Emile Auguste Carolus-Duran, Henri Fantin-Latour en Alphonse Legros. In 1859 stichtte hij in Parijs het tijdschrift Le Quart d'heure, gazette des gens demi-sérieux (Het kwartier, krant van de halfernstige mensen). Hij begon als journalist bij L'Echo de Paris en schreef in kranten en tijdschriften zoals Le Salon (1863), L'Etendard (1866–68), Echo des Beaux-Arts (mei–juli 1870), Le Pays, Nain jaune en Dix Décembre. Le Salon (1863) was een eigen uitgave tijdens het Salon van 1863. In Marseille begon hij in 1872 met L'Espagne Nouvelle. Naast zijn interesse in de avant-garde kunst is hij een groot liefhebber en kenner van de Japanse kunst. Hij schreef ook poëzie en componeerde. Astruc was lid van de Batignolles-groep, een groep van jonge avant-garde schilders rond Édouard Manet die tussen 1869 en 1875 bijeen kwamen in het Quartier des Batignolles. Het was Zacharie die Monet bij Manet introduceerde. Hij was ook een stamgast in het Café de la Nouvelle Athènes aan de Place Pigalle, van 1871 tot het einde van de 19e eeuw de plaats waar de impressionisten elkaar ontmoetten. Hij figureert op het beroemde doek van Henri Fantin-Latour Un atelier aux Batignolles waarop de leden van de Groupe des Batignolles vereeuwigd werden. Astruc is gezeten naast zijn vriend Manet, die zijn portret schildert.
Astruc nam zelf deel aan de eerste tentoonstelling van de impressionisten in 1874, waar zijn doek Les Présents Chinois getoond werd, en hij werd toegelaten op het Salon van 1869. Op de Salons van 1882, 1883, 1885, 1886 en op de Exposition Universelle van 1889 krijgt hij eervolle vermeldingen en op de Exposition Universelle van 1900 een bronzen medaille. Hij was medeoprichter van de Société des artistes français die de Salon des artistes français zou inrichten vanaf 1881 als opvolgster van de Salon, ingericht door de Académie royale de peinture et de sculpture.
Voor het schilderen ontwikkelde hij een nieuwe techniek, waarbij hij de verf met watten op het doek aanbracht in plaats van met een penseel.
In 1890 werd Astruc vereerd met de Légion d'honneur.
Zijn grafmonument op het Cimetière du Montparnasse te Parijs werd gemaakt door Raymond Sudre.

## Werken

### Geschriften
- Les 14 stations du Salon: 1859; suivies d'Un récit douloureux, Paris, Poulet-Malassis et De Brosse, 1859
- Le salon intime, exposition au boulevard des Italiens, Paris, Poulet-Malassis et de Broise, 1860
- Le Généralife, Paris, G. Charpentier, 1883
- Romancero de l'Escorial, poèmes d'Espagne,  Paris, G. Charpentier et Cie, 1883
- Les Alhambras, Paris, H. Leclerc, 1908

### Beeldhouwwerken
Van de marmeren en bronzen werken zijn er meestal ook een of meerdere gipsen exemplaren bewaard gebleven. Ook van de gipsen werken komen frequent meerdere exemplaren voor.
- Homme lisant, (Lezende man) 1869, pleister medaille
- Le moine, (De monnik) 1869, bas-reliëf, pleister
- L’Enfant au jouet, (Kind met een speeltje) 1870, bas-reliëf, pleister
- Portrait de Barbey d'Aurévilly, (Portret van Barbey d'Aurévilly)1870, pleisteren medaille
- Dom Bazile, 1872, bas-reliëf, pleister
- Saint François d'Assise, (Sint Franciscus van Assisi, kopie naar Alonso Cano in de kathedraal van Toledo), 1874, brons
- Portret van M. F. Ponce, 1874, bas-reliëf, pleister
- Barbey d'Aurévilly, Saint-Sauveur-le-Vicomte, Musée Barbet d'Aurévilly, 1876, bronzen buste
- Isabelle Astruc, Musée des Beaux-arts d'Angers, 1877, bronzen buste
- Carmen, 1878, pleister buste
- L'Aurore, (De dageraad), 1879, bas-reliëf, brons
- Portret van de zanger Barroilhet, 1880, bas-reliëf, pleister
- Édouard Manet, Musée des Beaux arts d'Angers, 1881, bronzen buste
- Le marchand de masques, (De maskerverkoper), Parijs, Jardin du Luxembourg, 1883, bronzen beeld
- Madame Zacharie Astruc en espagnole, (Mevrouw Zacharie Astruc als Spaanse), Musée des Beaux-arts d'Angers, marmeren buste
- Hamlet, 1887, marmeren beeld
- Le roi Midas, (Koning Midas), Nice, 1888, bronzen beeld
- Blanca van Castilië, 1891, marmeren beeld
- Le moine en extase, (De monnik in extase), 1893, marmeren beeld
- Mijn dochter Isabelle, 1897, bronzen buste
- L'Homme blessé, (De gewonde man),  Musée des Beaux-arts de Bordeaux, 1901, marmeren beeld
- Mars et Vénus, (Mars en Venus), Musée des Beaux-arts d'Aix-les-Bains, 1905, pleister beeld
- Le repos de Prométhée, (De rust van Prometheus), 1906, marmeren beeld
- Perce-neige, (Het sneeuwklokje, voorstelling van een naakte vrouw), 1907, marmeren beeld

### Schilderwerk
- Chrysanthèmes dans un vase en cristal, (Chrysanten in een kristallen vaas), aquarel, tentoongesteld op het Salon de la Société des artistes français, 1904
- Fleurs dans un vase vénitien, (Bloemen in een Venetiaanse vaas), aquarel, Préfecture d'Epinal
- Grand bouquet de pivoines roses et blanches dans un vase en verre de Bohême, (Groot boeket van roze en witte pioenrozen in een vaas uit Boheems glas), aquarel, tentoongesteld op het Salon van 1901, Grand-Palais, Champs-Elysées, Parijs.
- Interieur Parisien, (Parijs' interieur), 1874, Evreux, Musée d'Art Histoire et Archéologie
- Roses négligemment jetées sur un vase, (Rozen, willekeurig op een vaas gegooid), Musée du Louvre, Parijs
- Rezia, (dochter van Oberon, de elfenkoning, in de opera van Carl Maria von Weber), aquarel, Palais du gouverneur général in Dakar, Senegal, tentoongesteld op het Salon de la Société des artistes français, 1905
- Vase vénitien avec iris, (Venetiaanse vaas met irissen), tentoongesteld op het Salon de la Société des artistes français, 1899
- Les Prèsents Chinois, (De Chinese geschenken), Londen, privécollectie

## Galerij

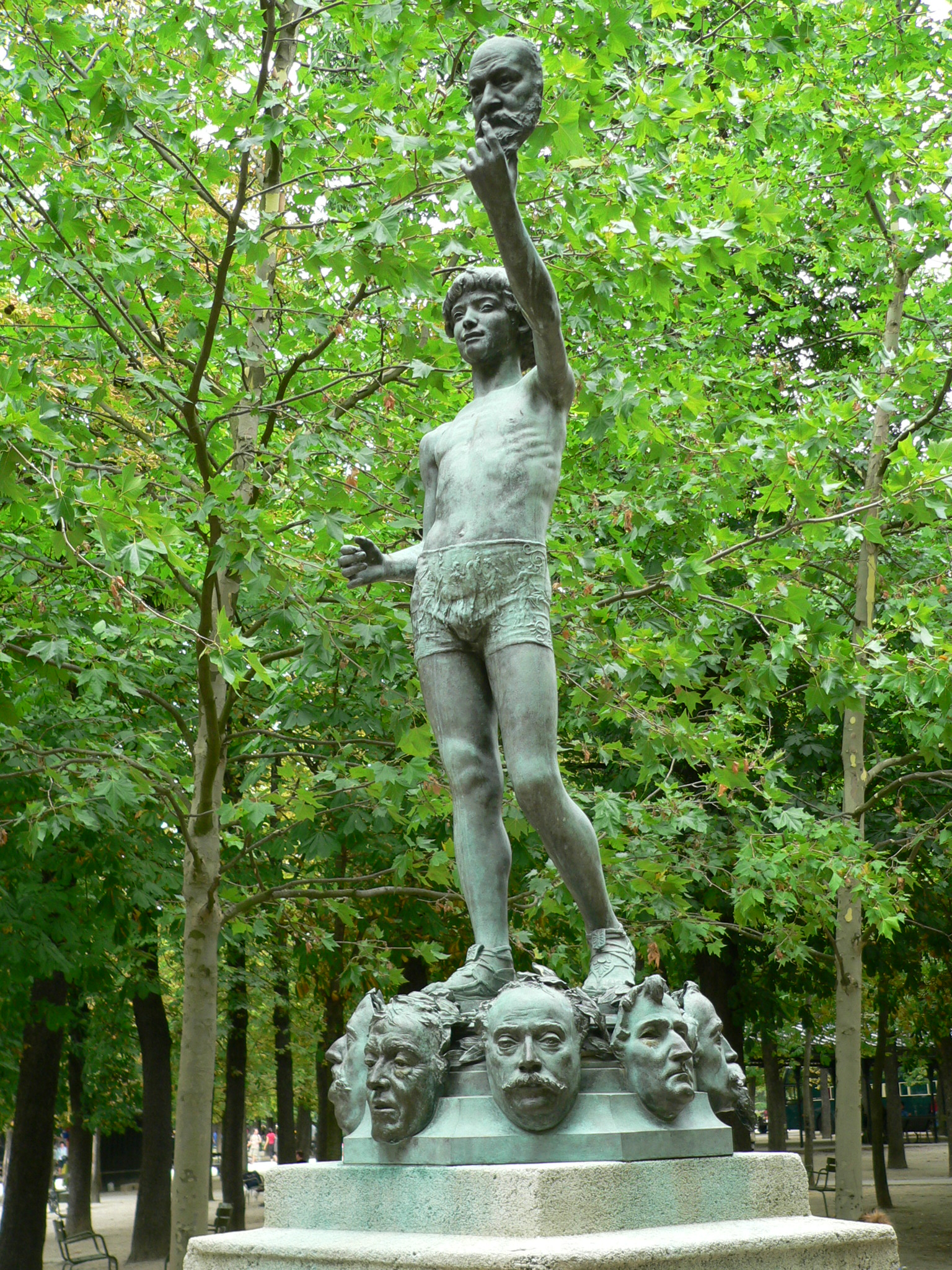
Le Marchand de masques (1883), Parijs, Jardin du Luxembourg
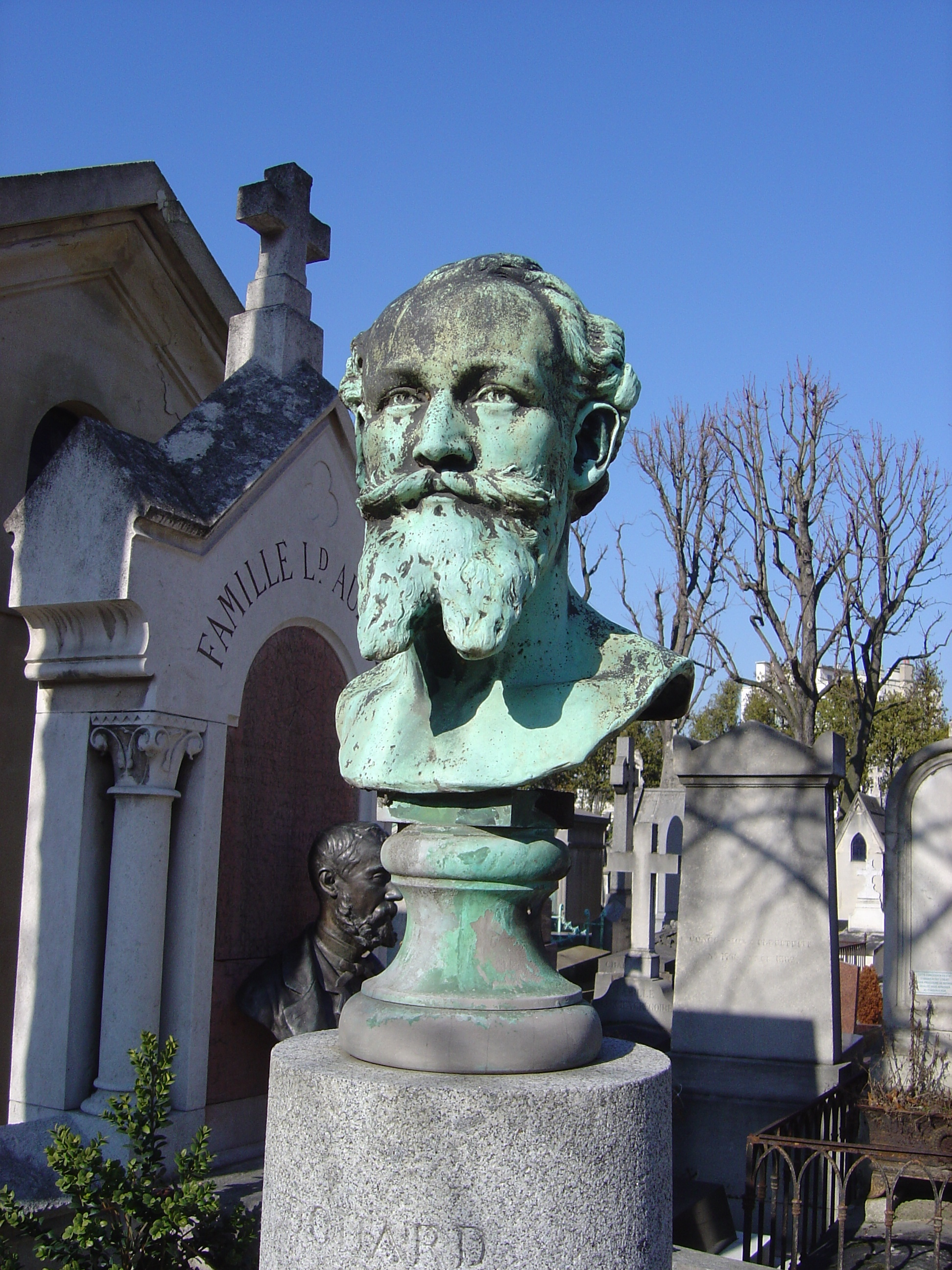
Borstbeeld Manet, Parijs, Cimetière de Passy, Parijs
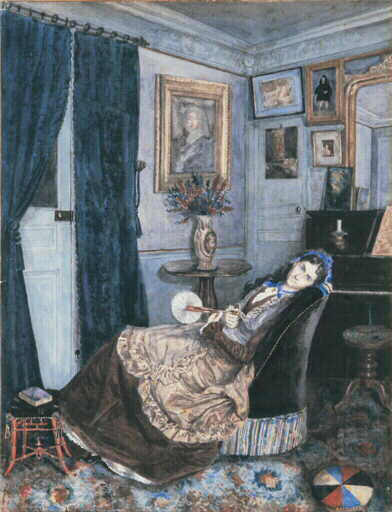
Parijs' interieur (1874), Musée d'Évreux
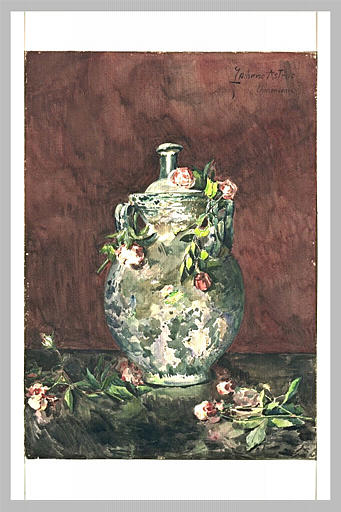
Rozen, willekeurig op een vaas gegooid, Louvre, Parijs